# Anglesqueville-la-Bras-Long

Anglesqueville-la-Bras-Long este o comună în departamentul Seine-Maritime, Franța. În 1 ianuarie 2022 avea o populație de 126 de locuitori.